# Jak 3
 (octobre 2019).
Si vous disposez d'ouvrages ou d'articles de référence ou si vous connaissez des sites web de qualité traitant du thème abordé ici, merci de compléter l'article en donnant les références utiles à sa vérifiabilité et en les liant à la section « Notes et références ».
Jak 3 est un jeu vidéo de plates-formes développé par Naughty Dog et édité par Sony Computer Entertainment en 2004 sur PlayStation 2. Il s'agit de la suite de Jak II : Hors-la-loi.
En 2012, le jeu a été remastérisé en haute définition et porté dans une compilation disponible sur PlayStation 3 puis en 2013 sur PlayStation Vita, The Jak and Daxter Trilogy.

## Contexte
Lors de l’automne 2004, la PS2 voit le troisième opus de la trilogie arrivée. L’idée est de prolonger la narration, mais également un nouveau monde ouvert. Les critiques du second opus seront une nouvelle fois les reproches du troisième opus avec des joueurs qui ont du mal à se plonger dans le jeu qui propose trop de choses secondaires. Jak 3 sera le dernier jeu en monde ouvert de Naughty Dog à ce jour.

## Personnages
Comme dans les précédents volets, le protagoniste est Jak (Mike Erwin) qui a été banni d'Abriville par le comte Veger (Phil LaMarr) et abandonné dans les Terres Pelées. Son meilleur ami et acolyte Daxter (Max Casella), une Beloutre mi-belette, mi-loutre, ainsi que Pecker (Chris Cox), une créature mi-singe, mi-perroquet, décident de rester avec lui. Ils sont trouvés par Damas (Bumper Robinson), le roi de la cité Spargus. Ils y feront également la connaissance de Kleiver (Brian Bloom) ainsi que du moine Seem (Tara Strong) et retrouveront un de leurs amis, Sig (Phil LaMarr),,,.
Parmi les personnages de retour par rapport aux précédents volets il y a Samos le Sage Vert (Warren Burton), sa fille et mécanicienne Keira (Tara Strong), la nouvelle gouverneure d'Abriville Ashelin (Susan Eisenberg), le commandant de la Freedom League Torn (Cutter Mitchell), Tess (Britton A. Arey), Vin (Robert Patrick Benedict) et Jinx (Cutter Mitchell),,,.
Le principal antagoniste du jeu est l'ancien commandant de la Krimzon Guard Erol (David Herman), apparu dans Jak II. Il se nomme maintenant Cyber-Errol dû au fait qu'il a des parties mécaniques après avoir percuté des barils d'Eco en tentant de tuer Jak,,,.

## Résumé
Le jeu commence quand Jak se fait bannir à vie dans le désert des Terres Pelées par le Comte Veger pour des « crimes » supposés contre le peuple d’Abriville. Avec Daxter et Pecker qui ont décidé de se joindre à lui, il commence à succomber à la chaleur du désert. À ce moment, un flash-back montre Abriville sous une attaque massive de monstres Metal Heads. Contrairement à la théorie de Torn du précédent volet, la mort du chef Metal Head ne les a pas tous balayés. De plus une unité spéciale des Grenagardes, les Grena-Thanatorobots, se retournent contre eux et commencent à attaquer les citoyens d’Abriville. Tout ceci divise la ville en trois parties. Le palais est soudain détruit par une force inconnue. Au moment où Jak, Daxter et Pecker perdent connaissance, ils sont secourus par un  groupe d’habitants du désert, qui les ramènent à Spargus, la ville du désert des Terres Pelées.
Dès leur arrivée à Spargus, Damas, le roi, demande que Jak le serve en retour pour lui permettre de rester dans la ville et de remplir sa dette pour lui avoir sauvé la vie. Dans le même temps, Pecker devient le conseiller royal de Damas, et apprend aussi que leur ami de longue date Sig était en fait un espion de Spargus. Ils voyagent aussi vers un monastère Précurseur, où Jak reçoit divers pouvoirs d’Éco blanche (qui est aussi l'Éco de lumière, fusion des quatre Écos élémentaires : bleu, jaune, rouge et vert), et apprend d’un moine appelé Seem la destruction prochaine de la planète par une étoile violette, l’Étoile du Jour. Au cours d’une mission pour Damas, Jak est trouvé par Ashelin, qui le supplie de revenir à Abriville pour la défendre des Metal Heads et des nouveaux Grena-Thanatorobots. Toujours aigri par le fait d’avoir été exilé, il refuse de revenir, disant qu’il a de nouveaux amis et qu’il n’a plus envie de sauver le monde. Ashelin le laisse donc, mais plus tard, Jak change d’avis et fait le voyage par un transporteur jusqu’à Abriville. Jak et Daxter réussissent à rejoindre la Ligue de la Justice et leur donne l’espoir de contrer les Metal Heads et les Grena-Thanatorobots. Ils découvrent aussi que Veger a pris le pouvoir et qu’il laisse les Metal Heads et les Thanatorobots détruire afin de pouvoir découvrir un lieu secret, appelé les Catacombes. Durant une accalmie, ils reçoivent une transmission venant d’Errol, maintenant un cyborg à cause d’une explosion survenue dans l’opus précédent. Il leur révèle qu’il est lui-même derrière les attaques répétées des Metal Heads et des Grena-Thanatorobots.
Vers le milieu du jeu, Jak et Daxter commencent à rencontrer d’étranges créatures. Un télescope Précurseur dans la forêt d’Abriville leur révèle que ces êtres sont les Créateurs noirs, d’anciens Précurseurs. Mais l’exposition à de l’Éco noire les a transformés en des êtres difformes. Jak découvre que l’étoile violette, l’Étoile du Jour, est en fait un vaisseau spatial des Créateurs noirs, et il se rapproche de la planète. Le seul moyen de le repousser est d’activer le système de défense planétaire situé au cœur de la planète, les Catacombes. Durant une attaque dans l’Usine de guerre grenagarde, Jak trouve Errol se vantant de son nouveau corps et de sa force. On découvre aussi que c’est Errol qui a contacté les Créateurs noirs. Jak détruit l’Usine, mais Errol réussit à s’échapper. Jak le localise encore dans le nid des Metal Heads, mais Errol réussit encore à s’échapper avant que le nid soit détruit. Grâce au maintien général et à la victoire sur les Metal Heads et les Grena-Thanatorobots dans Abriville, Jak et Daxter commencent leur voyage au cœur de la planète.
Ils sont aidés par Damas, qui les aide à passer à travers le territoire Metal Head. Damas est tué dans l’attaque. Dans son dernier souffle, il demande à Jak de retrouver son fils. Il lui révèle alors sans le savoir qu’il est son père, et meurt sans savoir que Jak est son fils. On découvre donc que le véritable nom de Jak est Mar, le nom du fondateur d’Abriville. Ils sont ensuite pris en embuscade par le Comte Veger, qui révèle à Jak que c’est lui qui l’a enlevé à Damas avec l’espoir d’utiliser ses éco-pouvoirs pour ses expériences, mais il l’avait perdu dans les souterrains juste avant les évènements de l’opus précédent. Ensuite, Jak et Daxter entament une course poursuite avec Veger jusqu’au cœur de la planète. Une fois arrivés, Veger absorbe les pouvoirs des Précurseurs. Mais les Précurseurs présents se trouvent être des beloutres comme Daxter, révélant que la transformation de Daxter n’était pas une malédiction mais une bénédiction. Veger est ensuite capturé par les Précurseurs et transformé en beloutre du fait d’avoir absorbé leurs pouvoirs. Jak et Daxter sont ensuite téléportés dans le vaisseau des Créateurs noirs pour désactiver son bouclier pendant que le système de défense planétaire se charge. La mission est un succès, mais Errol, qui était aussi dans le vaisseau, utilise un portail de téléportation, prend un terraformeur des Créateurs noirs et le fait se poser sur la surface de la planète. Jak le suit et, après une rude bataille, réussit un dernier tir dans le cockpit du terraformeur, le détruisant avec à l’intérieur Errol.
Après une célébration à Spargus, les Précurseurs font leurs adieux à la planète et partent à travers l’univers pour combattre les Créateurs noirs. Ils offrent à Jak une place dans leurs rangs, mais il choisit de rester auprès de ses amis car, comme les Précurseurs l’ont dit, de nombreux défis l’attendent dans le futur.